# Джонс, Рашида
Раши́да Ли́а Джо́нс (англ. Rashida Leah Jones; 25 февраля 1976) — американская актриса, режиссёр, сценарист и продюсер. Наиболее известна по роли Энн Перкинс в сериале «Парки и зоны отдыха» (2009—2015).
Джонс также исполнила роль Карен Филиппелли в сериале «Офис» (2006—2011) и появилась с маленькой ролью в сериале «Хулиганы и ботаны» (2000). Роли Джонс в фильмах включают в себя «Люблю тебя, чувак» (2009), «Социальная сеть» (2010), «Маппеты» (2011) «Селеста и Джесси навеки» (2012), в последнем из которых она выступила как сценарист и исполнительница главной женской роли.

## Биография
Джонс родилась в Лос-Анджелесе, Калифорния, в семье актрисы Пегги Липтон и музыканта Куинси Джонса. Она является младшей сестрой модели Кидады Джонс, а также сводной сестрой ещё пятерых братьев и сестёр от других отношений отца. Её отец — афроамериканец английского и валлийского происхождения (с тикарскими корнями), а мать — еврейка-ашкенази (потомок еврейских иммигрантов из Российской империи). Джонс и её сестра выросли исповедуя реформистский иудаизм, привитый их матерью. Она училась в еврейской школе, но ушла оттуда в возрасте десяти лет; у неё не было бат-мицвы.
Джонс выросла в Бель-Эйр, одном из районов Лос-Анджелеса, и училась в школе Бакли (англ. The Buckley School), одновременно с этим выступая в школьном театре. Её родители развелись, когда ей было 14 лет: её сестра Кидада осталась с отцом, а Рашида с матерью переехали в Брентвуд. После окончания школы Джонс поступила в Гарвардский университет.
Во время обучения в Гарварде Джонс хотела стать юристом, но передумала после дела О. Джея Симпсона, разочаровавшись в судебной системе. Она стала участвовать в театральной жизни университета: написала музыкальное сопровождение к выступлению студенческого общества «Hasty Pudding Theatricals», выступила музыкальным директором а капелла-группы «Opportunes», а также сыграла в нескольких пьесах. На втором году обучения она приняла участие в постановке «Для цветных девушек, задумывавшихся о самоубийстве, но нашедших конец своей радуги», которая, по её словам, стала «исцелением», поскольку многие чернокожие считали её «недостаточно чёрной». Она изучала религию и философию и окончила университет в 1997 году.
Джонс дебютировала как актриса в 1997 году в мини-сериале «Последний дон», основанном на одноимённом романе Марио Пьюзо. Позже она сыграла в фильмах «Myth America», «East of A» и «Если бы стены могли говорить 2». В 2000 году она появилась в качестве приглашённой звезды в сериале «Хулиганы и ботаны», где исполнила роль Карен Скарфолли, а следом получила роль в сериале «Бостонская школа». Она появилась в 26 эпизодах шоу, и за свою роль была номинирована на премию NAACP Image Awards.
В 2024 высказывалась: «Я немного боюсь искусственного интеллекта. Не то чтобы я боюсь, что меня заменят, но это вполне возможно».

## Личная жизнь
В 1990-х годах Джонс встречалась с актёром и сценаристом Уиллом МакКормаком; расставшись, они остались лучшими друзьями. Фильм «Селеста и Джесси навеки» частично вдохновлён их отношениями. В феврале 2003 года Джонс обручилась с музыкальным продюсером Марком Ронсоном. Они расстались в 2004 году.

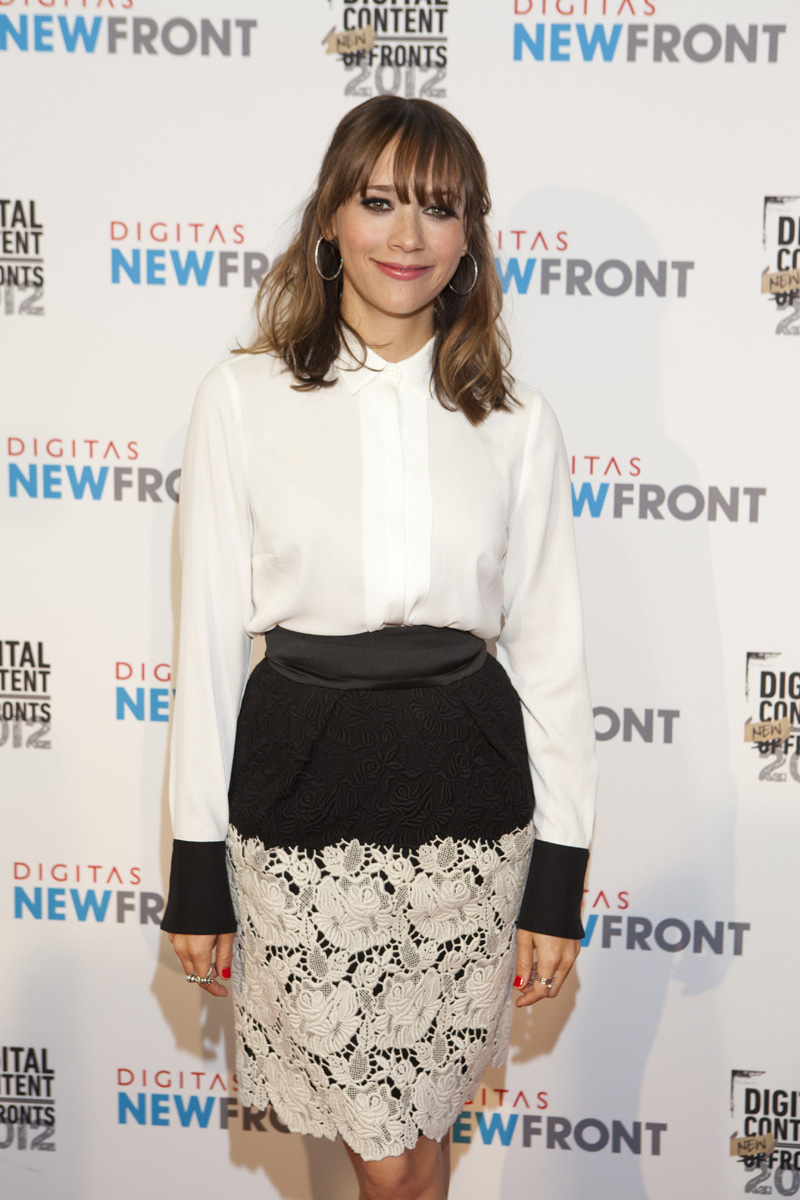

С 2016 года Джонс встречается с музыкантом Эзрой Кенигом. У пары есть сын — Айзая Джонс Кениг (род. 22 августа 2018).

## Фильмография
| Год       |    | Русское название          | Оригинальное название     | Роль                             |
| --------- | -- | ------------------------- | ------------------------- | -------------------------------- |
| 2000      | с  | Хулиганы и ботаны         | Freaks and Geeks          | Карен Скарфолли                  |
| 2002      | ф  | Во всей красе             | Full Frontal              |                                  |
| 2006—2011 | с  | Офис                      | The Office                | Карен Филиппелли                 |
| 2009      | ф  | Люблю тебя, чувак         | I Love You, Man           | Зои                              |
| 2009—2014 | с  | Парки и зоны отдыха       | Parks and Recreation      | Энн Перкинс                      |
| 2010      | ф  | Двойной КОПец             | Cop Out                   | Дэбби                            |
| 2010      | ф  | Социальная сеть           | The Social Network        | Мэрилин Делпи                    |
| 2010      | ф  | Моногамия                 | Monogamy                  | Нат                              |
| 2011      | ф  | Маппеты                   | The Muppets               | Вероника Мартин                  |
| 2011      | с  | Уилфред                   | Wilfred                   | сотрудник хосписа                |
| 2011      | ф  | Большой год               | The Big Year              | Элли                             |
| 2012      | ф  | Селеста и Джесси навсегда | Celeste and Jesse Forever | Селеста                          |
| 2011      | с  | Интернет-терапия          | Web Therapy               | Хейли                            |
| 2013      | ф  | Расшифровка Энни Паркер   | Decoding Annie Parker     | Ким                              |
| 2014      | ф  | Танцуй отсюда!            | Cuban Fury                | Джулия                           |
| 2015      | мф | Головоломка               | Inside Out                | Эмоции крутой девчонки (озвучка) |
| 2016—2018 | с  | Энджи Трайбека            | Angie Tribeca             | Энджи Трайбека                   |
| 2018      | мф | Белый клык                | White Fang                | Мэгги Скотт                      |
| 2018      | ф  | Ты водишь!                | Tag                       | Шерил                            |
| 2018      | ф  | Зои                       | Zoe                       | Эмма                             |
| 2018      | мф | Гринч                     | The Grinch                | Донна Лу                         |
| 2018      | мс | Нео Йокио                 | Neo Yokio                 |                                  |
| 2019      | ф  | Звук тишины               | The Sound of Silence      | Эллен Чейзен                     |
| 2019      | мф | Клаус                     | Klaus                     | Альва                            |
| 2019      | мф | Камуфляж и шпионаж        | Spies in Disguise         | Марси Каппел                     |
| 2020      | ф  | Последняя капля           | On The Rocks              | Лора                             |
| 2020—2021 | мс | Дунканвилль               | Duncanville               | Миа Абара                        |
| 2021      | с  | Смешанный                 | mixed·ish                 | Сантамоника Джонсон              |
| 2021—2022 | с  | Кевин может пойти к чёрту | Kevin Can F**k Himself    | выступает продюсером             |
| 2023      | с  | Укрытие                   | Silo                      | Эллисон Холстон                  |